# Saint-Jean-de-Maurienne
Saint-Jean-de-Maurienne, literalmente São João da Maurienne, é uma comuna francesa situada no departamento da Saboia, na região de Auvérnia-Ródano-Alpes, e a capital do Arrondissement e de Cantão do mesmo nome.
Saint-Jean-de-Maurienne está situada na confluência do rio Arc, que  modelou o vale da Maurienne, e do rio Arvan que desce do vale dos Arves e que parte do col de la Croix-de-Fer.
Esta localidade não deve ser confundida com a de Saint-Michel-de-Maurienne.

## História

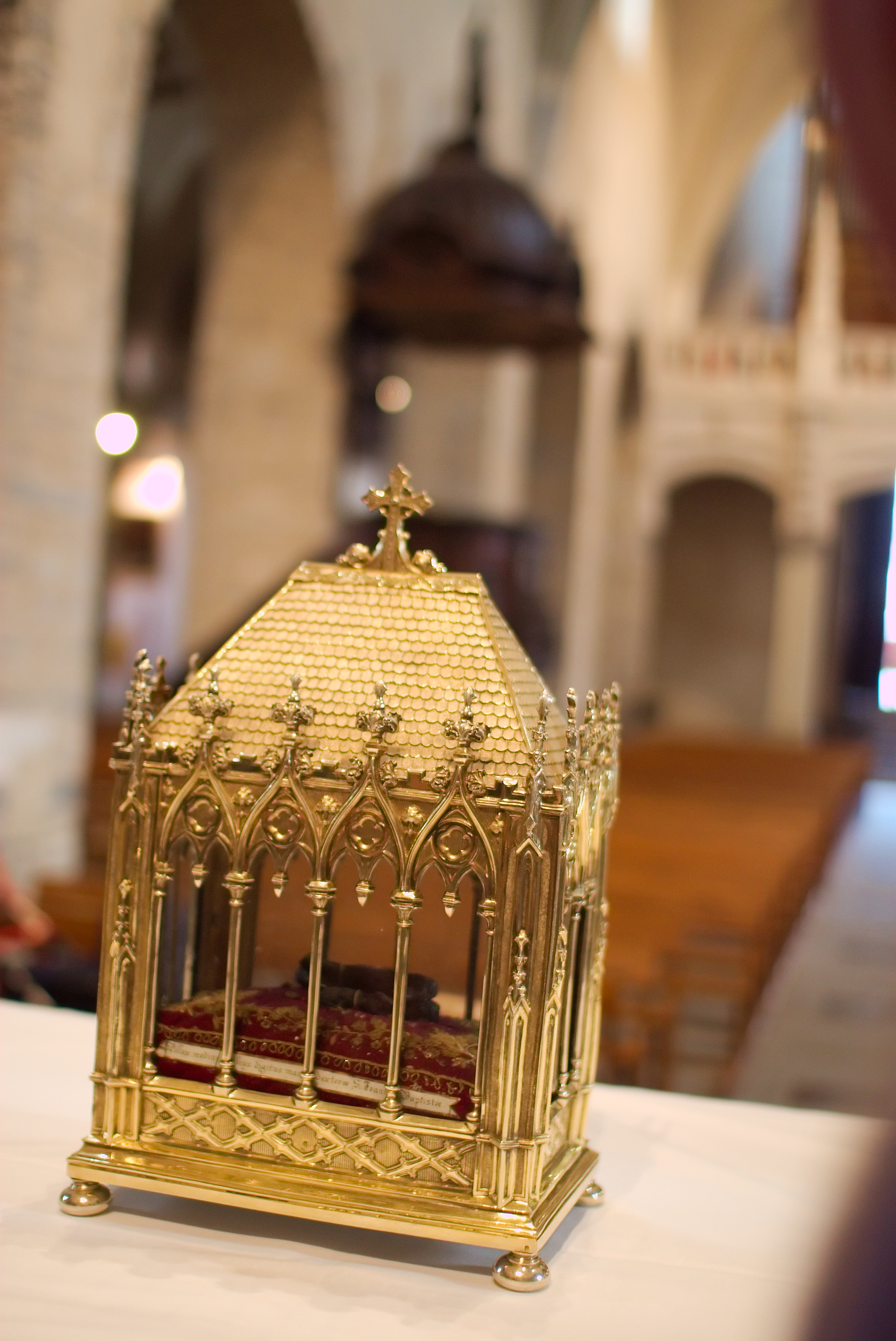
Relicário de São João Baptista

Saint-Jean-de-Maurienne, é a capital do vale da Maurienne desde o século V, desde que Santa Tecla trouxe de Alexandria as relíquias de São João Baptista que são os três dedos representados nas  armas da cidade. Esse mesmo símbolo encontra-se nas laminas dos canivetes  Opinel feitos na região. A cidade foi elevada ao grau de bispado por  Gontran, o neto de Clovis.

## Tour de France

### Chegadas
- 2010 :